# Orthotylus kassandra
Orthotylus kassandra är en insektsart som beskrevs av George Willis Kirkaldy 1902. Orthotylus kassandra ingår i släktet Orthotylus och familjen ängsskinnbaggar. Inga underarter finns listade i Catalogue of Life.